# Ali al-Khudair
Ali al-Khudair (arabisch علي بن خضير بن فهد الخضير Ali ibn Chudair ibn Fahd al-Chudair, DMG ʿAlī b. Ḫuḍayr b. Fahd al-Ḫuḍayr; * 1954 in Riad, Saudi-Arabien) ist ein islamischer Religionsgelehrter und Geistlicher aus Saudi-Arabien.

## Sein Leben
Al-Kudhair begann mit dem Streben nach Islamischen Wissen (Ṭalāb al-ʿilm), als er noch in der Oberschule (High-School) war. Er begann den Quran zu studieren und ihn rezitieren zu lernen, nach den Tajweed Regeln. Sein Lehrer darin war Shaykh 'Abd Ar-Ra'uuf Al Hannawi.
Einer der Ersten, von denen er Wissen nahm, bevor er sein Studium an der Usuul Ad-Deen Fakultät begann, war Shaykh 'Ali Ibn 'Abd-Allaah Al-Jardaan und Shaykh und Richter Muhammad Al-Muheezi (und er war einer der führenden Richter in der Zeit von Muhammad Ibn Ibraheem).

## Seine Lehrer
Ali al-Khudair studierte u. a. bei folgenden Gelehrten:
- Shaykh Hamuud Ibn 'Uqlaa Ash-Shu'aybi. Er lernte bei ihm Tawhid, 'Aqidah und andere Islamische Wissenschaften bei ihm, bis zu seinem Tod.

- Er nahm sein Wissen auch von Shaykh Muhammad Ibn Saalih Al-Mansuur. Er blieb 4 Jahre mit ihm, von 1409 bis 1413 währenddessen er Tawhid, Fiqh, Al-Faraaid, Hadith und Nahw studierte.

- Er studierte auch bei Shaykh Muhammad Ibn Saalih Al-'Uthaymeen. Er studierte Fiqh bei ihm in einem Zeitraum von 4 Jahren (von 1400 bis 1403).

- Er nahm sein Wissen auch von Shaykh 'Abd-Allaah Ibn Muhammad Ibn 'Abd-Allaah Aal-Husayn. Er studierte hauptsächlich Fiqh bei ihm.

- Er studierte auch mit dem Zaahid, Shaykh Muhammad Sulaymaan Al-'Aleet. Er studierte verschiedene Bücher bei ihm bezüglich Az-Zuhd, wie "Kitaab Az-Zuhd" von Imaam Al-Waqee' und "Al-Waraa'" von Imam Ahmad ibn Hanbal.

Und weiterhin lernte er bei diversen Gelehrten an der Usul Ad-Deen Fakultät.

## Seine Festnahme
Ali al-Khudair wurde im Jahre 1420 nach der Hijrah (2003) von der Saudischen Regierung festgenommen und wurde gezwungen, ein Geständnis zu machen, in denen er angab, alle seine Fataawa bezüglich Jihad zurückzunehmen.